# Polo aquático na Universíada de Verão de 1963
O polo aquático na Universíada de Verão de 1963 foi disputado no Petrópole Tênis Clube, em Porto Alegre (Brasil), entre 1 de setembro e 5 de setembro de 1963.

## Medalhistas
| Evento    | Ouro | Prata               | Bronze |
| --------- | --- | ------------------- | --- |
| Masculino | HUN Hungria András Bodnár András Katona Attila Kiss Dénes Pócsik Gábor Szatmáry György Kárpáti János Konrád László Felkai Sándor Konrád Zoltán Dömötör | URS União Soviética | BRA Brasil Adolfo Santos Dias Flávio Alterthum Henrique Filellini Ivo Carotini João Gonçalves Guimarães Luiz Daniel Paulo Navarro de Andrade Paulo Rogério C. Amaral Pedro Pinciroli Júnior Roberto Pedrosa |

## Masculino

### Fase única
| 1 de setembro |      |               |
| URSS          | 7–2  | Japão         |
| 1 de setembro |      |               |
| Brasil        | 6–3  | África do Sul |
| 2 de setembro |      |               |
| URSS          | 12–2 | África do Sul |
| 2 de setembro |      |               |
| Hungria       | 6–1  | Brasil        |
| 3 de setembro |      |               |
| Hungria       | 18–0 | África do Sul |
| 3 de setembro |      |               |
| Brasil        | 4–3  | Japão         |
| 4 de setembro |      |               |
| URSS          | 5–0  | Brasil        |
| 4 de setembro |      |               |
| Hungria       | 10–1 | Japão         |
| 5 de setembro |      |               |
| Japão         | 5–2  | África do Sul |
| 5 de setembro |      |               |
| Hungria       | 14–6 | URSS          |

Classificação final
| Pos. | Equipe              | Pts | J | V | E | D | GP | GC |
| ---- | ------------------- | --- | - | - | - | - | -- | -- |
| 1º   | HUN Hungria         | 8   | 4 | 4 | 0 | 0 | 48 | 8  |
| 2º   | URS União Soviética | 6   | 4 | 3 | 0 | 1 | 30 | 18 |
| 3º   | BRA Brasil          | 4   | 4 | 2 | 0 | 2 | 11 | 17 |
| 4º   | JPN Japão           | 2   | 4 | 1 | 0 | 3 | 11 | 23 |
| 5º   | RSA África do Sul   | 0   | 4 | 0 | 0 | 4 | 7  | 41 |

## Quadro de medalhas
| Ordem | País                | Medalha de ouro | Medalha de prata | Medalha de bronze |   |
| ----- | ------------------- | --------------- | ---------------- | ----------------- | - |
| 1     | HUN Hungria         | 1               |                  |                   | 1 |
| 2     | URS União Soviética |                 | 1                |                   | 1 |
| 3     | BRA Brasil          |                 |                  | 1                 | 1 |